# Улица Лебедева (Казань)
Улица Лебедева — улица в Приволжском районе Казани. Проходит от улицы Модельная до улицы Тимер Юл.
Пересекается с улицами Модельная, Учительская, Пригородная и Тимер Юл.

## История
Раньше улица носила название «Трезвая».
1 октября 1953 года получила современное название — в честь русского физика, создателя первой в России научной физической школы, профессора Императорского Московского университета П. Н. Лебедева (1866—1912).

## Современное состояние
Общая протяжённость улицы составляет 1071 метр. На улице Лебедева расположены здания с номерами: 1, 1 А, 1 к. 1, 1 к. 2, 1 к. 3, 1 к. 4, 1 к. 5, 1 к. 6, 1 к. 7, 1 к. 8, 2, 2 к. 1, 4, 13, 18.

## Объекты

### Казанский завод синтетического каучука
На улице расположен Казанский завод синтетического каучука (ул. Лебедева, д. 1).
Закладка фундамента Казанского завода синтетического каучука («СК-4») была произведена в 1931 году. С 1935 года предприятие получило название «Завод синтетического каучука им. С. М. Кирова». Пущен в эксплуатацию 17 ноября 1936 года. В мае 1939 года на заводе был получен самый дешёвый каучук в мире. В 1940 году завершена полная реконструкция завода, позволившая увеличить мощность в 3,5 раза. В 1949 году запущено производство латекса, каучука ДА, введена в производство серия уникальных каучуков специального назначения.
В настоящее время ПАО «Казанский завод синтетического каучука» (созданное в результате преобразования государственного предприятия НПО «Завод синтетического каучука им. С. М. Кирова») — одно из ведущих предприятий нефтехимической промышленности России.

### Исправительная колония № 18
По адресу: ул. Лебедева, д. 1 к. 1, находится «ФКУ ИК-18 „Исправительная колония № 18“ г. Казань» (колония строгого режима для впервые осуждённых).
Предшественницей «ИК-18» была «ИТК-7», организованная в 1958 году как мужская колония общего режима на контрагентских началах. Здесь содержалось вначале 300, затем 500 и, наконец, 1200 осуждённых, выводившихся на строительство промышленных и социальных объектов Казани. В дальнейшем было организовано собственное производство, утверждён статус предприятия и установлен план выпуска товарной продукции. С 1982 по 1988 годы учреждение 13 раз завоёвывало переходящее Красное Знамя МВД ТАССР и трижды становилось обладателем третьего места среди ИТК МВД СССР.
В 1989 году «ИТК-7» была законсервирована вплоть до 1993 года, и открылась уже как «ИТК-18» строгого режима.

### Компании и учреждения
На улице Лебедева также расположены:
- АЗС «Мустанг ойл»;

- Компания «Мотор-Мастер»;

- ДПО КЗСК.